# Cis chujoi
Cis chujoi es una especie de coleóptero de la familia Ciidae.

## Distribución geográfica
Habita en Taiwán.